# DadaWaves
DadaWaves Is een Belgische popband uit Leuven rond Jasper Stockmans.
De band bracht in 2016 haar debuutalbum uit.

## Discografie
- 2016 DadaWaves (Starman Records)
- 2019 Intelligent Life (Starman Records)